# Champlin, Ardennes
Champlin är en kommun i departementet Ardennes i regionen Grand Est (tidigare regionen Champagne-Ardenne) i nordöstra Frankrike. Kommunen ligger  i kantonen Rumigny som ligger i arrondissementet Charleville-Mézières. År 2022 hade Champlin 74 invånare.

## Befolkningsutveckling
Antalet invånare i kommunen Champlin
Referens: INSEE